# Α-Aminoadipatni put

α-Aminoadipatni put je biohemijski put za sintezu aminokiseline L-lizin. Kod eukariota, ovaj put je jedinstven za više gljive (koje sadrže hitin u svojim ćelijskim zidovima) i euglenide. Takođe je uočen od bakterija roda Thermus.

## Pregled puta
Homocitrat se inicijalno sintetiše iz acetil-KoA i 2-oksoglutarata pomoću homocitratne sintaze. Ovo se zatim pretvara u homoakonitat pomoću homoakonitaze, a zatim u homoizocitrat pomoću homoizocitrat dehidrogenaze. Atom azota se dodaje iz glutamata pomoću aminoadipat aminotransferaze da bi se formirao α-aminoadipat po kome je ovaj put dobio ime. Ovo se zatim redukuje pomoću aminoadipat reduktaze preko acil-enzimskog intermedijera u polualdehid. Reakcija sa glutamatom jedne klase saharopin dehidrogenaze daje saharopin koji se zatim cepa drugom saharopin dehidrogenazom da bi se dobio lizin i oksoglutarat.

## α-Aminoadipinska kiselina
α-Aminoadipinska kiselina je konjugovana kiselina α-aminoadipata, od kojih je potonji preovlađujući oblik pri fiziološkom pH. Jedna studija iz 2013. identifikovala je α-aminoadipinsku kiselinu (2-aminoadipinsku kiselinu) kao novi prediktor razvoja dijabetesa i sugerisala da je ona potencijalni modulator homeostaze glukoze kod ljudi.